# Molodoï

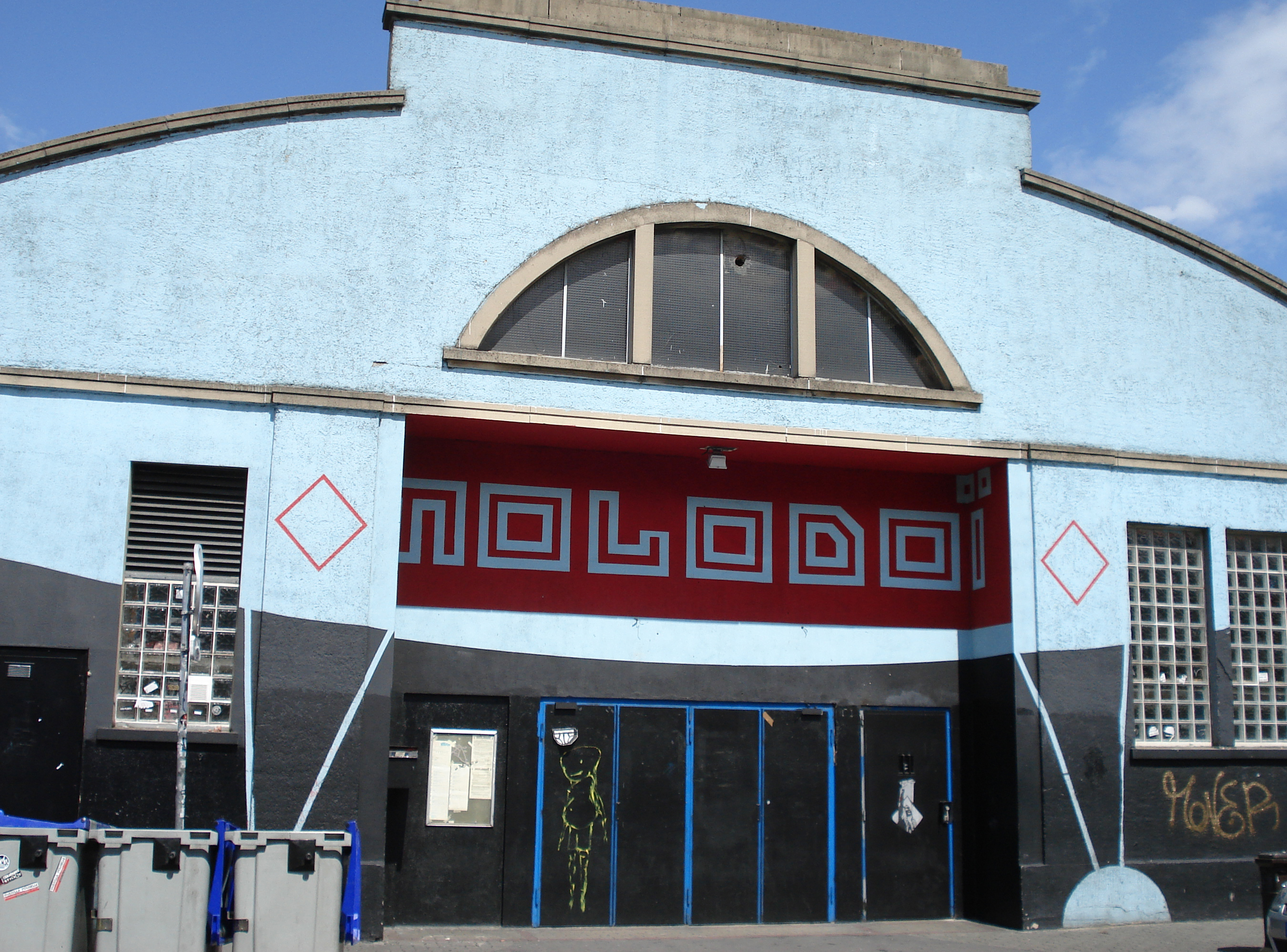
Das Gebäude des Molodoï in Straßburg

Das Molodoï (russisch für „jung“) ist eine 1988 gegründete Vereinigung für Alternativkultur in Straßburg.

## Geschichte
Das Molodoï startete 1988 mit der Organisation von Konzerten, Radiosendungen und einem Fanzine. Nach zwei Jahren Arbeit wurde 1994 der heutige Veranstaltungsraum in der Nähe der Laiterie eröffnet. Darin werden Konzerte, Theateraufführungen, Vorträge, Ausstellungen, Debatten usw. abgehalten.

## Organisation
Die Vereinigung Molodoï wird von einem kollegialen Verwaltungskomitee geführt, dessen Zusammensetzung bei den Generalversammlungen entschieden wird. 
Das Molodoï stellt seine Räumlichkeiten jedem zur Verfügung, der sie für Veranstaltungen benötigt, und verlangt dafür eine Art materielle, personelle oder finanzielle Gegenleistung. Der Eintrittspreis darf nicht mehr als acht Euro betragen. Geschlossene Veranstaltungen können nicht abgehalten werden. 
Molodoï wird von der Stadt Straßburg unterstützt, möchte sich aber so weit wie möglich selbst tragen.

## Erreichbarkeit
Das Molodoï befindet sich südwestlich der Innenstadt, in der Rue du Ban de la Roche, Hausnummer 19. Es ist mit den Straßburger Tramlinien B und F zu erreichen (Haltestelle Laiterie).